# Byxkjol
Byxkjol är vida, kjolliknande byxor, normalt knälånga; byxkjolen kan vara så vid att man inte ser att det är en byxkjol. Byxkjolar har tidvis förekommit i dammodet, senast kring 1990.
När de första kvinnliga poliserna kom i tjänst i Sverige på 1950-talet bar de byxkjol eftersom det ansågs otänkbart att kvinnor skulle bära samma uniform, med byxor, som männen. Att istället bära kjol gick inte heller eftersom det bland annat skulle visa för mycket av kvinnornas ben.
I gammal japansk klädedräkt finns en byxkjol kallad hakama, den var ett manligt plagg fast det fanns versioner för kvinnor. Den används idag ofta inom budo och annan ostasiatisk kampsport.